# Faulenhorst
Faulenhorst ist ein Ortsteil der Ortschaft Winkelstedt und der Stadt Kalbe (Milde) im Altmarkkreis Salzwedel in Sachsen-Anhalt.

## Geographie
Faulenhorst, ein Straßendorf mit Kirche, liegt etwa drei Kilometer westlich der Stadt Kalbe (Milde) in der Altmark. Das Dorf war ursprünglich als Rundling am Fuße des 42,6 Meter hohen Steinberges angelegt. Die Lindenallee Wernstedt-Faulenhorst ist als Naturdenkmal ausgewiesen.

## Geschichte

### Mittelalter bis Neuzeit
Die erste urkundliche Erwähnung von Faulenhorst ist die Nennung von Fulenhorst im Jahre 1473 in einem Lehnsbrief von Kurfürst Albrecht. Bereits im Jahre 1687 wird der Ort als Faulenhorst bezeichnet. Im Jahre 1840 lebten im Dorf 172 Personen, davon 11 Halbspänner, 2 Kossaten, 2 Häusler und 13 Einlieger. Es gab 29 Wohnhäuser, einen  Krug und bereits ein Schulhaus.

### Kapelle
Aus den Jahren 1727 bis 1743 wird über die Abtrennung des Patronats der Kirchen der Dörfer Wernstedt und Faulenhorst von Kalbe berichtet. Es wird daher vermutet, dass es dort seinerzeit Kirchen gegeben habe. Thomas Hartwig berichtet aus dem Archiv Salzwedel: 1795 hat sich die Gemeinde [Faulenhorst], die bisher keine eigene Kirche hatte, eine kleine Kapelle erbaut.

### Landwirtschaft
Bei der Bodenreform wurden im Jahre 1945 68 Besitzungen unter 100 Hektar mit zusammen 803 Hektar und eine Gemeindebesitzung mit 5 Hektar erfasst. Im Jahre 1952 entstand die erste Landwirtschaftliche Produktionsgenossenschaft vom Typ III, die  LPG „Vorwärts“, die 1959 mit der LPG Typ III in Kalbe (Milde) zusammengeschlossen wurde. 1960 wird eine LPG Typ I „Wiesengrund“ aufgeführt. 1963 bis 1968 wird die LPG Typ III „Vorwärts“  wieder genannt. 1966 wurde LPG Typ I letztmals genannt.

### Eingemeindungen

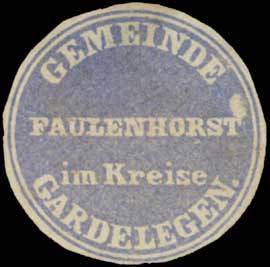
Siegelmarke der Gemeinde Faulenhorst

Bis 1807 gehörte das Dorf zum Salzwedelischen Kreis der Mark Brandenburg in der Altmark. Danach lag es ab 1807 bis 1810 im Kanton Zichtau auf dem Territorium des napoleonischen Königreichs Westphalen. Ab 1816 gehörte die Gemeinde zum Kreis Gardelegen, dem späteren Landkreis Gardelegen.
Am 25. Juli 1952 wurde die Gemeinde Faulenhorst in den Kreis Kalbe (Milde) umgegliedert. Am 21. Dezember 1973 wurde sie in die Gemeinde Wernstedt eingemeindet. Am 1. Juli 1984 ist der Ortsteil Faulenhorst der Gemeinde Winkelstedt zugeordnet worden. Am 1. Januar 2009 schloss sich Winkelstedt mit anderen Gemeinden zur Einheitsgemeinde Stadt Kalbe (Milde) zusammen. So kam Faulenhorst am gleichen Tag als Ortsteil zur neuen Ortschaft Winkelstedt und zur Stadt Kalbe (Milde).

### Einwohnerentwicklung
| Jahr | Einwohner |
| ---- | --------- |
| 1734 | 114       |
| 1774 | 115       |
| 1789 | 129       |
| 1798 | 134       |
| 1801 | 127       |
| 1818 | 110       |
| 1840 | 172       |
| 1864 | 202       |

| Jahr | Einwohner |
| ---- | --------- |
| 1871 | 207       |
| 1885 | 193       |
| 1892 | [0]183    |
| 1895 | 166       |
| 1900 | [0]163    |
| 1905 | 169       |
| 1910 | [0]194    |
| 1925 | 168       |

| Jahr | Einwohner |
| ---- | --------- |
| 1939 | 153       |
| 1946 | 293       |
| 1964 | 230       |
| 1971 | 222       |
| 2015 | 082       |
| 2016 | 083       |
| 2017 | 086       |
| 2018 | 083       |

| Jahr | Einwohner |
| ---- | --------- |
| 2020 | [0]85     |
| 2021 | [0]81     |
| 2022 | [0]82     |
| 2023 | [0]86     |

Quelle wenn nicht angegeben, bis 2006, 2015 bis 2018

## Religion
Die evangelischen Christen aus Faulenhorst gehören zur Kirchengemeinde Wernstedt, die ab 1743 zur Pfarrei Zichtau gehörte und vorher zu Pfarrei Kalbe, heute jedoch zum Pfarrbereich Kalbe-Kakerbeck des Kirchenkreises Salzwedel im Bischofssprengel Magdeburg der Evangelischen Kirche in Mitteldeutschland.

## Kultur und Sehenswürdigkeiten
- Die heutige evangelische Dorfkirche Faulenhorst ist ein moderner Backsteinbau, eingeweiht am 15. September 1933. Der Neubau war nötig, da die alte Kapelle immer schadhafter geworden war.[7]
- Der Ortsfriedhof liegt im Norden des Dorfes.
- Im Dorf gibt es einen Gemeindesaal.
- In Faulenhorst steht ein Denkmal für Opfer des Zweiten Weltkrieges, ein Findling auf einem Natursteinsockel in der Ortsmitte neben der Kirche.[14]